# Canadian Grain Commission

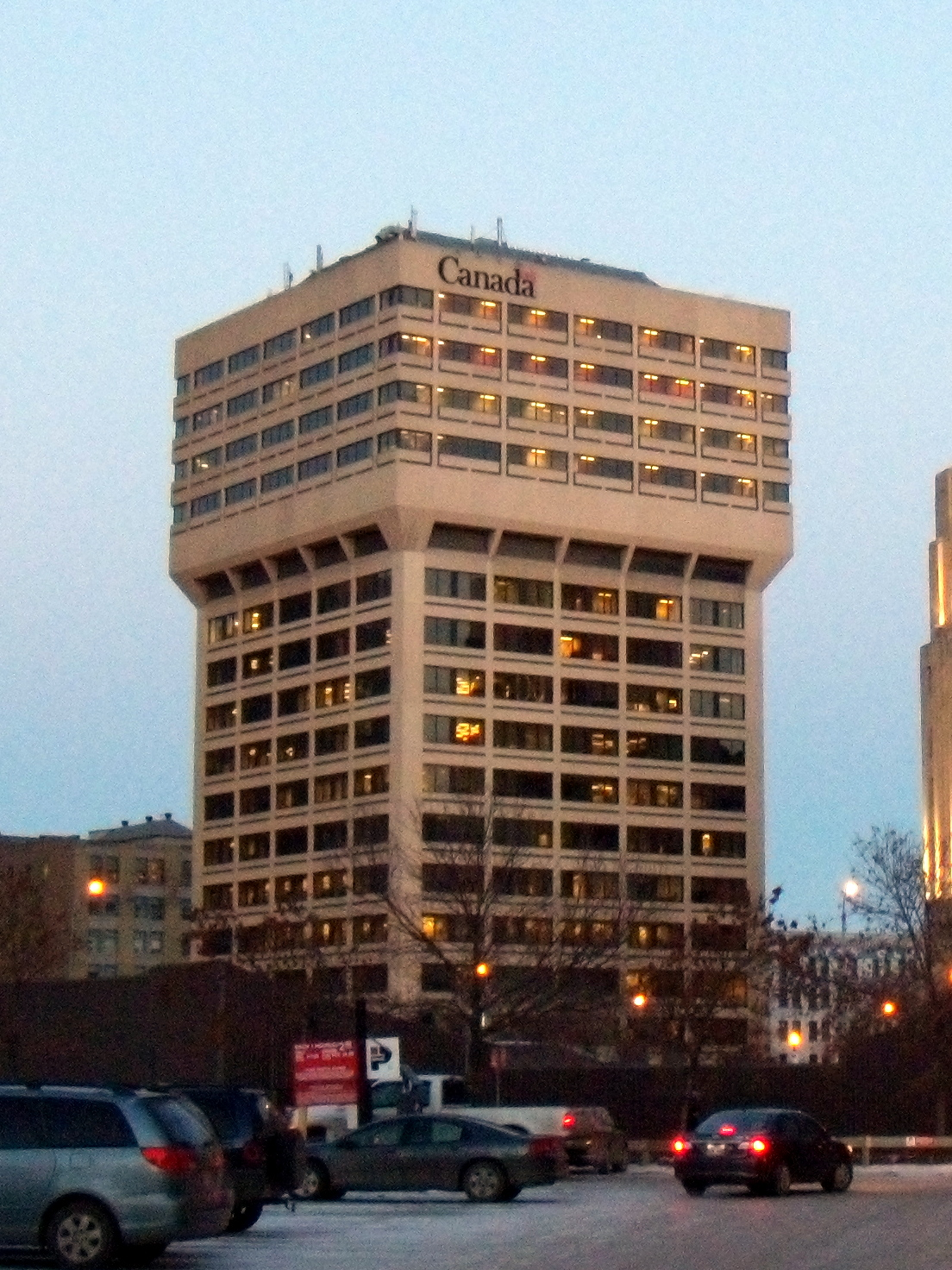
Edificio de la CGC en Winnipeg.

Canadian Grain Commission también conocido como CGC, es un departamento del gobierno canadiense, dependiente del Ministerio de Agricultura, que es responsable de regular la industria del manejo del grano. Está regida por la Canada Grain Act (Ley del grano de Canadá) que establece el nombramiento de tres comisionados por parte del gabinete federal, uno de ellos es nombrado comisionado principal.
La sede de la comisión se encuentra en Winnipeg, Manitoba y a partir de 2010, tiene tres oficinas regionales localizadas en Thunder Bay, Ontario; Montreal, Quebec; y Vancouver, B.C.. La Canadian Grain Commission proporciona una gama completa de inspección, pesaje y servicios analíticos y entomológicos.